# Гертруд фон Мансфелд
Гертруд фон Мансфелд (на немски: Gertrud von Mansfeld; † сл. 1230) е графиня от Мансфелд и чрез женитба бургграфиня на Нойенбург (близо до Наумбург на Заале) и Фрайбург на Унструт в Саксония-Анхалт.

## Произход
Тя е дъщеря на граф Бурхард I фон Мансфелд († 13 декември 1229) и съпругата му Елизабет фон Шварцбург († сл. 1233), дъщеря на граф Хайнрих I фон Шварцбург († 26 юли 1184) и графиня и ландграфиня фон Винценбург (* 1149; † пр. 1204), дъщеря на граф Херман II фон Винценбург и втората му съпруга Луитгард фон Щаде.
Сестра е на София фон Мансфелд († сл. 1233), наследничка на Мансфелд, омъжена през 1217 г. за бургграф Бурхард фон КверфуртII/VI († 1254/1258).

## Фамилия
Гертруд фон Мансфелд се омъжва 1229 г. за граф Херман I фон дер Нойенбург, бургграф на Нойенбург-Фрайбург (* 1214; † между 29 март 1269 и 18 юли 1271), внук на Херман Щеркер фон Волсбах († ок. 1171) и син на граф Майнхер I фон Вербен († 1217/1218), бургграф на Майсен, и съпругата му Ирментруд/Ерментруд († сл. 1218). Той е бургграф на Нойенбург (1230 – 1268), (1230 – 1268) граф на 1/2 Мансфелд, (1245) бургграф на Фрайбург. Тя е първата му съпруга. Те основават „остерландската линия“ (изчезнала ок. 1370). Те имат децата:
- Бурхард (Буркхард) (* пр. 1246; † сл. 22 март 1278), (1246) бургграф на Нойенбург, (1251) бургграф на Фрайбург
- Херман III (II) (* пр. 1251; † ок. 1304/1308), (1256−1297) бургграф на Нойенбург, (1269) граф на Мансфелд, (1277) Остерфелд и (1275 – 1279) Берка, (1303) бургграф на Фрайбург, ∞ (пр. 1269) за Хайлвиг фон Берка († сл. 1285), дъщеря на граф Дитрих III фон Берка († 1251/1252) и Хайлвиг фон Лобдебург († 1252)
- Майнхер фон дер Нойенбург (* пр. 1246; † между 20 август 1280 и 27 ноември 1280), (1245 – 1271) домпропст на Наумбург, (1272 – 1280), епископ на Наумбург и на Мерзебург

- Гюнтер фон дер Нойенбург (* пр. 1250; † пр. 15 юли 1303), (1250) граф на Мансфелд, (1250) домхер, (1271 – 1276) фитцтум, (1272) архидиакон, (1289 – 1293) домпропст в Халберщат, (1295) домхер в Наумбург, (1299) архидякон в Гатерслебен, (1303) домтезаурариус в Наумбург
- Хайнрих († пр. 1305), (1256 – 1297) бургграф на Нойенбург, (1258 – 1275) граф на Остерфелд, (1275) граф на Мансфелд; ∞ за жена с неизвестно име
- Херман фон дер Нойенбург (* пр. 1267; † сл. 1313), (1271 – 1306) домхерр в Наумбург, (1277) каноник в Цайц, (1277 – 1306) архидякон на Плайсенландес
- Хайнрих (* 1267; † между 26 юли 1305 и 12 май 1319), (1270) граф на Остерфелд, (1277) бургграф на Нойенбург, (1303) граф на Нойенбург; ∞ за жена с неизвестно име

Нейният съпруг се жени втори път на 21 януари 1236 в Линц за жена с неизвестно име.